# Teorie optimální měnové oblasti
Teorie optimální měnové oblasti (OCA - Optimum Currency Area) zkoumá podmínky, jejichž splnění umožňuje skupině dvou či více zemí vzdát se svých národních měn a ustavit měnovou unii. Tyto podmínky představuje šest kritérií vycházejících ze závěrů teorie, podle kterých lze rozhodnout, zda se jedná o optimální měnovou oblast. Tři z nich jsou hospodářská, další tři jsou politická. Hlavním problémem, který sledují, je dopad asymetrických šoků na měnovou oblast.

## Autoři
Za zakladatele teorie optimální měnové oblasti jsou považováni tři ekonomové, Kanaďan Robert A. Mundell a Američané Peter Kenen a Ronald McKinnon.

## Hospodářská kritéria

### Mundellovo kritérium
Optimální měnové oblasti jsou takové oblasti, v jejichž rámci se lidé snadno pohybují.

Mundellova myšlenka spočívá v tom, že náklady sdílení společné měny by byly sníženy, pokud by pracovní síla a kapitál byly zcela přemístitelné přes hranice. Přitom je předpokládáno, že kapitál je plně mobilní, takže hlavní překážkou je mobilita lidí. Hned toto první kritérium nemůže být nikdy absolutně splněno, protože překážky pro pohyb pracovní síly existují i v rámci samostatných států.

### Kenenovo kritérium
Optimální měnovou oblast tvoří země, jejichž výroba a vývozy jsou široce diverzifikovány a jsou podobné struktury.

Kenen tvrdí, že členské země by měly mít značně diverzifikovanou výrobu a současně podobnou strukturu výroby, aby hospodářské šoky byly buď symetrické anebo měly menší celkové následky, čímž se sníží potřeba častého přizpůsobování měnového kurzu. Brání se tak zejména asymetrickým změnám poptávek.

### McKinnonovo kritérium
Optimální měnovou oblast tvoří země, které jsou velmi otevřené obchodu a úzce mezi sebou obchodují.

Toto kritérium otevřenosti ekonomiky zkoumá, zda je měnový kurz prospěšným nástrojem při řešení asymetrických hospodářských šoků a v případě, že není, tvrdí, že není těžké se ho vzdát. McKinnon říká, že malá velmi otevřená ekonomika nemá velkou schopnost ovlivňovat ceny svého zboží na světových trzích a přijetí společné měny pak nepředstavuje velkou ztrátu.

### Flemingovo kritérium
Marcus Fleming tvrdil, že podmínkou pro optimální měnovou oblast jsou podobný růst produktivity členských ekonomik a podobné preference výše inflace. Empirický výzkum tento argument vyvrátil. Itálie, která dříve měla vysoce inflační Liru dnes dosahuje podobných inflačních hodnot jako nízko inflační Německo.

## Politická kritéria

### Transferové kritérium
Optimální měnovou oblast tvoří země, které se dohodly na vzájemné kompenzaci nepříznivých hospodářských šoků.

### Kritérium jednotnosti priorit
Členské země měnové unie se musí skutečně shodovat v tom, jak se vypořádat s hospodářskými šoky.

### Kritérium soudržnosti
Když společná měnová politika vyvolá konflikty mezi národními zájmy, země, které tvoří měnovou oblast, musí přijmout tyto náklady ve jménu společného osudu.